# Agnieszka Pałka
Agnieszka Jadwiga Pałka, coniugata Majewska (Sosnowiec, 11 maggio 1982), è un'ex cestista polacca.

## Carriera
Con la Polonia ha disputato i Campionati europei del 2001.